# Samoan Assemblies of God
De Samoaanse Assemblies of God International (Samoaans: Fa'apotopotoga a le Atua Samoa) of SAOG is een internationale gemeenschap van pinkstergemeentes. De Samoan Assemblies of God zijn een onderdeel van de wereldwijd verspreide Assemblies of God. Gezamenlijk vormen zij de grootste Pinksterbeweging ter wereld. De gemeenschap bestaat wereldwijd uit meer dan 530 kerken wereldwijd en meer dan 97.000 aanhangers. De kerkk heeft 300 predikanten in dienst en meer 10.000 lekenpredikers. Ze zijn verspreid over de landen: Samoa, Amerikaans-Samoa, Tuvalu, Tokelau, Verenigde Staten van Amerika, Australië, Nieuw-Zeeland en Duitsland.

## Geschiedenis

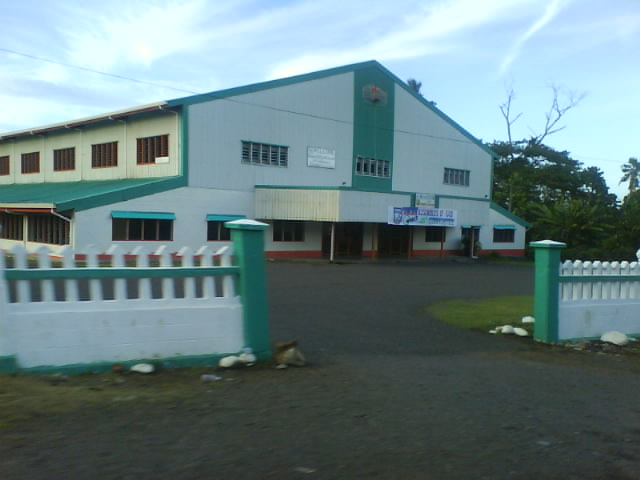
Lotopa Assembly of God kerk, in Apia

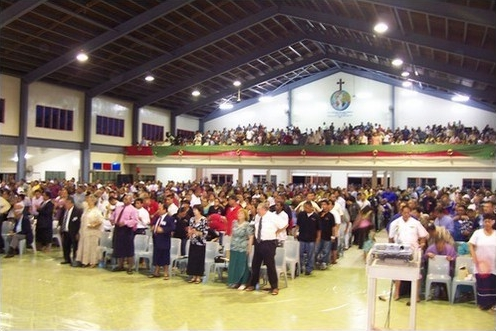
Lotopa Assembly of God eredienst in Apia, Samoa

De Samoaanse Assemblies of God is begonnen door zendingswerk van de Assemblies of God uit de Verenigde Staten. De kerk werd officieel opgericht in 1928.
Het stond onder leiding van dominee Max Haleck Jr. afkomstig van Amerikaans-Samoa van 1976 tot zijn overlijden in 2006. Daarna stond het onder leiding van dominee Samani Pulepule, die al meer dan 30 jaar de verantwoordelijkheid had gehad van de Nieuw-Zeelandse Samoaanse Assemblies of God is. In 2011 nam dominee Pulepule ontslag uit al zijn functies en hij werd opgevolgd door zijn zoon Onesemo Pulepule. In het jaar 2014 is dominee Siaosi Mageo uit Amerikaans-Samoa verkozen tot voorzitter van de wereldwijde Samoan Assemblies of God en werd opgevolgd door dominee Joe Amosa van 1 augustus 2016 tot 31 mei 2018.
Er zijn soortgelijke klinkende organisaties die zich onderscheiden van de SAOG. Dit zijn de: Samoan Independent Assemblies of God en Assembly of God Church of Samoa .

## Geloof
De belangrijkste en fundamentele geloofsovertuigingen van de Samoaanse Assemblies of God zijn samengevat en opgeschreven in een verklaring. Veel andere christelijke groeperingen delen sommige of al deze principes, en sommige posities worden als meer centraal in het geloof beschouwd dan andere. Het volgende is een samenvatting van deze 16 niet-onderhandelbare waarheden:
1. De Bijbel is geïnspireerd door God en is het onfeilbare, gezaghebbende gebod voor geloof en gedrag.
2. Er is maar één ware God die bestaat als een Drie-eenheid .
3. Jezus Christus is de Zoon van God en, als de tweede Goddelijke persoon van de Drie-eenheid..
4. De mens is door God goed geschapen, maar door de erfzonde van God gescheiden.
5. Verlossing wordt ontvangen door bekering tot God, vergeving van zonde en geloof in de Heer Jezus Christus
6. Er zijn twee verordeningen; De doop van de gelovige door onderdompeling is een verklaring aan de wereld en belijden van het geloof in Christus. Het avondmaal is een symbolische herinnering aan het lijden en sterven van Christus.
7. De doop in de Heilige Geest is een afzonderlijke en daaropvolgende ervaring na bekering. De doop met de Geest geeft kracht om een overwinnend christelijk leven te leiden en een werkzame getuige te zijn.
8. Het spreken in tongen is het eerste fysieke bewijs van de doop in de Heilige Geest .
9. Heiliging als een daad van afscheiding van het kwade en van toewijding aan God. Heiliging begint wanneer de gelovige zich bekeerd heeft en geloof heeft gekregen in Christus en in zijn dood en opstanding. In tegenstelling tot sommige andere denominaties wordt het niet gezien als verkregen genade. Maar als een proces in die zin dat het van de gelovige een voortdurende overgave aan de Heilige Geest vraagt.
10. De opdracht van de kerk is om allen te zoeken en te redden die verloren zijn in zonde. De Kerk is het Lichaam van Christus en bestaat uit alle mensen die Christus aanvaarden, ongeacht de christelijke denominatie.
11. Dienaren worden door God geroepen en volgens de bijbel aangesteld om de kerk te dienen.
12. Goddelijke genezing van zieken.
13. De "verlangende en gezegende hoop" van de Kerk is haar opname die voorafgaat aan de lichamelijke terugkeer van Christus naar de aarde.
14. De opname van de Kerk zal worden gevolgd door de zichtbare wederkomst van Christus en zijn heerschappij op aarde gedurende duizend jaar.
15. Er zal een laatste oordeel en eeuwige verdoemenis zijn voor de zondaren
16. Er zullen toekomstige nieuwe hemelen en een nieuwe aarde zijn waarin gerechtigheid woont.

## Statistieken
De hieronder getoonde gegevens zijn voornamelijk afkomstig uit de World Christian Database (2006 ed) maar bevatten waar aangegeven ook nationale denominatiegegevens en/of volkstelling.
| Land              | Naam                                                     | Totaal leden (2006) |
| Alaska Sectie, VS | Samoaanse Districtsraad                                  | 2.100               |
| Amerikaans-Samoa  | Assemblies of God in Amerikaans-Samoa                    | 22.000              |
| Australië         | Samoaanse Assemblies of God in Australia Incorporated    | 9.000               |
| Duitsland         | München en Berlijn Samoaanse Assemblies of God Duitsland | 950                 |
| Hawaï Sectie, VS  | Samoaanse Districtsraad                                  | 7.000               |
| Verenigde Staten  | Samoaanse Districtsraad                                  | 15.000              |
| Nieuw-Zeeland     | Samoaanse Assemblies of God in Nieuw-Zeeland             | 19.000              |
| Samoa             | Assemblies of God in Samoa                               | 28.200              |
| Tokelau           | Samoaans-Tokelauaanse Assemblies of God                  | 260                 |
| Tuvalu            | Assemblies of God Samoa in Tuvalu                        | 3.500               |

## Aangesloten gemeentes
- Samoa - De Assemblies of God in Samoa
- Amerikaans-Samoa - De Assemblies of God in Amerikaans-Samoa
- Nieuw-Zeeland – De Samoaanse Assemblies of God in Nieuw-Zeeland
- Australië – De Samoaanse Assemblies of God in Australia in samenwerking met Australische Samoaanse christelijke kerken
- VS – De Samoan District Council of the Assemblies of God, VS, verdeeld over alle 50 staten de Maagden eilanden en Puerto Rico
- Tokelau - Samoaanse-Tokelauaanse Assemblies of God
- Tuvalu-eilanden - De Assemblies of God Samoa in Tuvalu